# Kodihalli, Krishnarajpet
Kodihalli là một làng thuộc tehsil Krishnarajpet, huyện Mandya, bang Karnataka, Ấn Độ.